# Barrio Simón Bolívar (Buenos Aires)
El Barrio Simón Bolívar es un conjunto habitacional que se encuentra a un lado del Parque Chacabuco, en el barrio homónimo de la ciudad de Buenos Aires, en la República Argentina. Son un ejemplo de la vivienda social construida durante la presidencia de Juan Domingo Perón (1946 - 1955), y un ejemplo de las innovaciones en este campo en la época.
El Barrio Curapaligüe (como se llamó en sus comienzos) fue inaugurado en el año 1953. El autor del proyecto fue el arquitecto Héctor Fariña Rice, y el emprendimiento fue financiado por el Banco Hipotecario Nacional y la Administración Nacional de la Vivienda, y consiste en un conjunto de 6 edificios de 10 y 12 pisos, que suman 676 departamentos de 3 y 4 ambientes. Están ubicados de tal manera que en el interior de la manzana se genera una plaza común, y además están retirados de la línea municipal, con un jardín de acceso.
Construido con fondos del Banco Hipotecario Nacional y en el contexto del Primer Plan Quinquenal (1948-1952) del Gobierno Peronista, el Barrio Curapaligüe, entre otros, contribuiría a la disminución del déficit habitacional heredado desde los años 30, producto de la inmigración interna hacia las grandes ciudades desde el interior del país.
Con una densidad de 644 habitantes por hectárea el barrio alberga un total de 676 unidades de vivienda conformando un tejido mixto que hará del espacio público un lugar de encuentro y sociabilidad a escala barrial.